# Electorado de Wurtemberg
El Electorado de Wurtemberg fue un Estado del Sacro Imperio Romano Germánico en la margen derecha del río Rin. En 1803, Napoleón elevó el Ducado a Electorado de Wurtemberg del Sacro Imperio. Sin embargo, poco después (cuando él mismo abolió el Imperio en 1806), el Electorado fue elevado a Reino de Wurtemberg.

## Historia
El Duque Carlos Eugenio de Wurtemberg no dejó herederos legítimos y fue sucedido por sus dos hermanos, primero Luis Eugenio (m. 1795), quien no tenía hijos, y Federico II Eugenio (m. 1797). Federico II Eugenio sirvió en el ejército de Federico el Grande, con quien estaba emparentado por matrimonio, y después gestionó sus fincas familiares en torno a Montbéliard. Educó a su hijos en la fe protestante como francófonos, y todos los miembros de la subsiguiente familia real de Wurtemberg descendieron de él. Así, cuando su hijo se convirtió en duque en 1797 como Federico III, el protestantismo volvió a la casa ducal, y la familia real se adhirió a esta confesión a partir de entonces. 
Durante el corto reinado de Federico II Eugenio, la República Francesa invadió Wurtemberg y obligó a este a retirar sus tropas del ejército imperial y pagar reparaciones de guerra. Aunque solo gobernó durante dos años, Federico II Eugenio maniobró con efecto para conservar la independencia de su ducado. A través del matrimonio de sus hijos, tuvo destacadas conexiones dinásticas en toda Europa, incluyendo las familias reales de Rusia, Austria y el Reino Unido.
Su hijo, el Duque Federico III (1754-1816), fue un príncipe que tomó como modelo a  Federico el Grande. Tomó parte en la guerra contra Francia, desafiando los deseos de su propio pueblo y, cuando los franceses de nuevo invadieron y devastaron el país, se retiró a Erlangen, donde permaneció hasta la conclusión de la paz de Lunéville el 9 de febrero de 1801.
Siguiendo la mediatización alemana con Francia, firmada en marzo de 1802, cedió sus posesiones en la margen izquierda del Rin, recibiendo a cambio diez ciudades libres imperiales: Aalen, Biberach an der Riß, Esslingen am Neckar,  Schwäbisch Gmünd, Schwäbisch Hall,  Reutlingen, Ravensburg, Heilbronn, Ulm y Weil der Stadt, sumando todo ello alrededor de 850 millas cuadradas y conteniendo unos 124.000 habitantes. Aceptó de Napoleón en 1803 el título de Elector. Subsiguientemente, el ducado fue elevado a un electorado, el Electorado de Wurtemberg (1803-1805). Los nuevos distritos no fueron incorporados en el ducado, sino que permanecieron separados. Fueron conocidos como "Nuevo Wurtemberg" y fueron gobernados sin una dieta. Otras regiones fueron adquiridas en 1803-1806 como parte del proceso de mediatización.
En 1805 Wurtemberg se alzó en armas al lado del Primer Imperio Francés, y en la Paz de Presburgo en diciembre de 1805 el elector fue recompensado con varias posesiones de Austria Anterior en el Círculo de Suabia y con otros territorios. El 1 de enero de 1806, el Duque Federico III recibió el título de Rey de Wurtemberg, y a partir de entonces se convertiría en el rey Federico I de Wurtemberg. El rey Federico I derogó la constitución y unificó el Viejo y el Nuevo Wurtemberg. Subsiguientemente puso las propiedades de la iglesia bajo control estatal. También se unió a la Confederación del Rin y recibió nuevos territorios.